# Pôle fiction
Pôle fiction est une collection de littérature d'enfance et de jeunesse en poche aux éditions Gallimard Jeunesse, qui s'adresse plus particulièrement aux adolescents et aux jeunes adultes.

## Histoire
La collection est créée fin juin 2010,. Elle publie dans deux grandes directions : de la chick lit d'une part, du fantastique et de la science-fiction de l'autre.
Les titres sont des rééditions tirées des collections Hors-Série et Scripto. 

## Liste sélective de titres parus
- Terence Blacker, Garçon ou Fille
- Judy Blundell, Ce que j'ai vu et pourquoi j'ai menti
- Anne-Laure Bondoux, Tant que nous sommes vivants
- Ann Brashares, série Quatre filles et un jean
- Ann Brashares, L'amour dure plus qu'une vie
- Melvin Burgess, Junk
- Sarah Cohen-Scali, Max
- Eoin Colfer, série W.A.R.P.
- Ally Condie, Promise
- Christelle Dabos, La Passe-miroir
- Grace Dent, série LBD
- Victor Dixen, série Le Cas Jack Spark
- Paule Du Bouchet, À la vie à la mort
- Timothée de Fombelle, Le Livre de Perle
- Alison Goodman, Eon et le douzième dragon
- Michael Grant, série BZRK
- John Green, Qui es-tu Alaska ?
- David Levithan, A comme aujourd'hui
- Erik L'Homme, Des pas dans la neige
- Federico Moccia, Trois mètres au-dessus du ciel
- Jean Molla, Felicidad
- Jean-Claude Mourlevat, Le Combat d'hiver
- Jean-Claude Mourlevat, Terrienne
- Patrick Ness, La Voix du couteau
- William Nicholson, L'Amour mode d'emploi
- Tyne O'Connell, série Les Confidences de Calypso
- Léonardo Patrignani, série Multiversum
- François Place, La Douane volante
- Louise Rennison, série Le Journal intime de Georgia Nicolson
- Dodie Smith, Le Château de Cassandra
- Thibault Vermot, Colorado Train
- Scott Westerfeld, Code School
- Moira Young, série Les Chemins de poussière